# Ignazio Gaetano Boncompagni Ludovisi

Stemma Boncompagni Ludovisi

Ignazio Gaetano Boncompagni Ludovisi (Roma, 18 giugno 1743 – Bagni di Lucca, 9 agosto 1790) è stato un cardinale italiano.

## Biografia

### Primi anni
Nato nella famiglia dei principi di Piombino e duchi di Sora, Ignazio Gaetano era il figlio quartogenito del principe Gaetano I Boncompagni Ludovisi e di sua moglie, la principessa romana Laura Chigi. La sua condizione di ultrogenito lo destinò sin dalla tenera età alla carriera ecclesiastica come era tradizione presso la sua famiglia sin dai tempi di papa Gregorio XIII suo antenato.
Egli compì i propri studi all'Università La Sapienza di Roma ove nel 1761 ottenne il dottorato in legge. Nel maggio del 1754, però, già papa Benedetto XIV gli aveva garantito tutti i benefici ecclesiastici di cui la famiglia Boncompagni Ludovisi godeva nelle diocesi di Aquino e Sora, vacanti sin dalle dimissioni in quell'anno del titolare, il cardinale Pier Luigi Carafa. Nominato archimandrita del monastero di Sant'Adriano della diocesi di Rossano, divenne anche abate commendatario di Santa Maria di Giosafat nella diocesi di Cosenza per bolla di papa Clemente XIII datata 27 aprile 1763, il quale lo nominò anche cameriere privato di Sua Santità. Referendaro dei tribunali della signatura apostolica e di grazia e giustizia dal 12 dicembre 1765, divenne vicelegato a Bologna, città di origine della famiglia Boncompagni, dal 19 novembre 1766. Nel 1767 venne nominato delegato apostolico alla Commissione per le Acque delle tre legazioni di Bologna, Ferrara e delle Romagne.

### Cardinalato
Venne creato cardinale in pectore il 17 luglio 1775, e cardinale diacono da Pio VI il 13 novembre 1775, col titolo di Santa Maria in Via Lata e fino alla nomina del cardinale Alessandro Mattei è stato il porporato italiano più giovane.
Nel 1780 fu nominato Legato a Bologna. Nella città emiliana Boncompagni Ludovisi pubblicò un piano di riforme economiche volto a migliorare le finanze dello Stato della Chiesa e a favorire le attività produttive (i commerci e le industrie). Il piano era fondato su una riforma fiscale che prevedeva l'applicazione di imposte dirette sulla proprietà terriera. Il senato di Bologna, composto da membri dell'aristocrazia terriera, si oppose al piano di riforma illuminista del cardinale legato e l'esperimento fallì, anche perché nel 1796 Bologna fu occupata dalle truppe francesi di Napoleone. Dal giugno 1785 al settembre 1789 Boncompagni Ludovisi rivestì l'incarico di cardinale segretario di Stato di Pio VI.
Fu prefetto della congregazione della Sacra Consulta (una magistratura equivalente a un moderno Consiglio di Stato) e delle congregazioni di Avignone e Loreto. Fra le protettorie tenute da Boncompagni Ludovisi lo storico Gaetano Moroni ricorda l'Ordine dei frati minori cappuccini e il Collegio Germanico-Ungarico.

## Scritti
- Legazione di Bologna, Editto Per la revisione delle misure, che si trovano descritte nel Comparto fatto in occasione della tassa de' due bajocchi per tornatura destinata per dote del Nuovo Monte Sussidio d'Acque. Ignazio Boncompagni Ludovisi vice-legato di Bologna e commissario apostolico, in Bologna: per Gio. Battista Sassi successore del Benacci per la Stamperia Camerale
- Legazione di Bologna, Notificazione a tutti li signori interessati, o possidenti sulla destra del Po di Primaro fra il Zaniolo, e il Reno. Ignazio Boncompagni Ludovisi vice-legato di Bologna, e commissario apostolico, In Bologna: per Gio. Battista Sassi successore del Benacci per la Stamperia Camerale
- Legazione di Bologna, Notificazione a' possidenti, alli quali sono stati occupati li fondi colli lavori della commissione delle acque. Ignazio Boncompagni Ludovisi vice-legato di Bologna, e commissario apostolico, In Bologna: per Gio. Battista Sassi, per la Stamperia Camerale
- Legazione di Bologna, Notificazione Circa un nuovo termine per l'appalto dell'esigenza della tassa de' due bajocchi per ogni tornatura, stabilita per dote del nuovo Monte Sussidio d'Acque. Ignazio Boncompagni Ludovisi vice-legato di Bologna, e commissario apostolico, In Bologna: per Gio. Battista Sassi successore del Benacci per la Stamperia Camerale
- Legazione di Bologna, Bando sopra il lavoro della diversione, e nuova inalveazione del torrente Savena. Ignazio ... Boncompagni Ludovisi ... delegato apostolico, In Bologna: per Gio. Battista Sassi, per la Stamperia Camerale
- Legazione di Bologna, Aggiunta di dichiarazioni, e stabilimenti alla costituzione militare dei 12. luglio 1757. Fatti in occasione delle rassegne generali delle milizie si a piedi, che a cavallo di questa città, e legazione di Bologna, tenutesi nell'anno 1779. dall'eminentissimo, e reverendissimo sig. cardinale Ignazio Boncompagni Ludovisi legato a latere della medesima, In Bologna: per Gio. Battista Sassi, per la Stamperia camerale
- Legazione di Bologna, Notificazione. Ignazio Boncompagni Ludovisi vice-legato di Bologna, e commissario apostolico. Avendo... Papa Clemente 13. ... approvate le risoluzioni, In Bologna : per Gio. Batista Sassi successore del Benacci per la Stamperia Camerale
- Legazione di Bologna, Avendo l'Eminentissimo, e Reverendissimo Sig. Cardinale Ignazio Boncompagni Ludovisi Delegato Apostolico per gli Affari delle acque nelle tre provincie di Bologna, Ferrara, e Romagna fatto il Decreto del seguente tenore, In Bologna : per Gio. Batista Sassi successore del Benacci per la Stamperia Camerale
- Legazione di Bologna, Notificazione Sopra l'imposizione della tassa di due bajocchi per tornatura, che deve servire per dote del nuovo Monte da erigersi, e da chiamarsi col nome di Monte Sussidio d'Acque. Ignazio Boncompagni Ludovisi vice-legato di Bologna, e commissario apostolico, In Bologna : per Gio. Battista Sassi successore del Benacci per la Stamperia Camerale
- Legazione di Bologna, Notificazione. Ignazio del titolo di S. Maria in Portico, della S.R.C. Diacono Card. Boncompagni Ludovisi delegato apostolico, In Bologna : per Gio. Battista Sassi per la Stamperia Camerale
- Legazione di Bologna, Decreto contro le abusive dilazioni che si estorcono da' debitori, In Bologna : per Gio. Battista Sassi. Stampatore camerale
- Ignazio Boncompagni Ludovisi, Le riflessioni sopra i chirografi di N.S. papa Pio 6. de' 25 ottobre, e 7 novembre 1780 risguardanti la pubblica economia di Bologna esaminate, Lucca, 1781 [i.e. 1783]
- Legazione di Bologna, Bando di proibizione di commercio cogli stati della Dalmazia, sue isole grosse, quelle del Quarner, Bocche di Cattaro, Castel nuovo, Curzola, e stato di Ragusi, siccome pure coll'Albania veneta, città, e territorio di Spalatro, ed Istria. Ignazio card. Boncompagni Ludovisi della città, e contado di Bologna a latere legato, in Bologna : per Gio. Battista Sassi, stampatore camerale

## Albero genealogico
|                                                                  |                                       |                                                                  | Genitori                                   |  |  | Nonni |  |  | Bisnonni                         |  |  | Trisnonni                             |  |
|                                                                  |                                       |                                                                  |                                            |  |  |       |  |  | Ugo Boncompagni, IV duca di Sora |  |  | Gregorio Boncompagni, II duca di Sora |  |
|                                                                  |                                       |                                                                  |                                            |  |  |       |  |  | Ugo Boncompagni, IV duca di Sora |  |  | Gregorio Boncompagni, II duca di Sora |  |
|                                                                  |                                       | Eleonora Zapata                                                  |                                            |  |  |       |  |  | Ugo Boncompagni, IV duca di Sora |  |  |                                       |  |
| Antonio I Boncompagni, VI duca di Sora                           |                                       |                                                                  |                                            |  |  |       |  |  | Ugo Boncompagni, IV duca di Sora |  |  |                                       |  |
|                                                                  |                                       | Maria Ruffo                                                      | Francesco Ruffo, II duca di Bagnara        |  |  |       |  |  |                                  |  |  |                                       |  |
|                                                                  |                                       | Maria Ruffo                                                      | Francesco Ruffo, II duca di Bagnara        |  |  |       |  |  |                                  |  |  |                                       |  |
|                                                                  |                                       | Maria Ruffo                                                      | Guiomara Ruffo                             |  |  |       |  |  |                                  |  |  |                                       |  |
| Gaetano I Boncompagni Ludovisi, IV principe di Piombino          |                                       | Maria Ruffo                                                      |                                            |  |  |       |  |  |                                  |  |  |                                       |  |
|                                                                  |                                       | Gregorio Boncompagni, V duca di Sora, II co-principe di Piombino | Ugo Boncompagni, IV duca di Sora           |  |  |       |  |  |                                  |  |  |                                       |  |
|                                                                  |                                       | Gregorio Boncompagni, V duca di Sora, II co-principe di Piombino | Ugo Boncompagni, IV duca di Sora           |  |  |       |  |  |                                  |  |  |                                       |  |
|                                                                  |                                       | Gregorio Boncompagni, V duca di Sora, II co-principe di Piombino | Maria Ruffo                                |  |  |       |  |  |                                  |  |  |                                       |  |
| Maria Eleonora Boncompagni Ludovisi, III principessa di Piombino |                                       | Gregorio Boncompagni, V duca di Sora, II co-principe di Piombino |                                            |  |  |       |  |  |                                  |  |  |                                       |  |
|                                                                  |                                       | Ippolita Ludovisi, II co-principessa di Piombino                 | Niccolò I Ludovisi, I principe di Piombino |  |  |       |  |  |                                  |  |  |                                       |  |
|                                                                  |                                       | Ippolita Ludovisi, II co-principessa di Piombino                 | Niccolò I Ludovisi, I principe di Piombino |  |  |       |  |  |                                  |  |  |                                       |  |
|                                                                  |                                       | Ippolita Ludovisi, II co-principessa di Piombino                 | Costanza Pamphilj                          |  |  |       |  |  |                                  |  |  |                                       |  |
| Ignazio Gaetano Boncompagni Ludovisi                             |                                       | Ippolita Ludovisi, II co-principessa di Piombino                 |                                            |  |  |       |  |  |                                  |  |  |                                       |  |
|                                                                  | Agostino Chigi, I principe di Farnese | Augusto Chigi                                                    |                                            |  |  |       |  |  |                                  |  |  |                                       |  |
|                                                                  | Agostino Chigi, I principe di Farnese | Augusto Chigi                                                    |                                            |  |  |       |  |  |                                  |  |  |                                       |  |
|                                                                  | Agostino Chigi, I principe di Farnese | Olimpia Della Ciaia                                              |                                            |  |  |       |  |  |                                  |  |  |                                       |  |
| Augusto Chigi, II principe di Farnese                            | Agostino Chigi, I principe di Farnese |                                                                  |                                            |  |  |       |  |  |                                  |  |  |                                       |  |
|                                                                  |                                       | Maria Virginia Borghese                                          | Paolo Borghese                             |  |  |       |  |  |                                  |  |  |                                       |  |
|                                                                  |                                       | Maria Virginia Borghese                                          | Paolo Borghese                             |  |  |       |  |  |                                  |  |  |                                       |  |
|                                                                  |                                       | Maria Virginia Borghese                                          | Olimpia Aldobrandini                       |  |  |       |  |  |                                  |  |  |                                       |  |
| Laura Chigi                                                      |                                       | Maria Virginia Borghese                                          |                                            |  |  |       |  |  |                                  |  |  |                                       |  |
|                                                                  |                                       | Giovanni Battista Rospigliosi, I principe Rospigliosi            | Camillo Domenico Rospigliosi               |  |  |       |  |  |                                  |  |  |                                       |  |
|                                                                  |                                       | Giovanni Battista Rospigliosi, I principe Rospigliosi            | Camillo Domenico Rospigliosi               |  |  |       |  |  |                                  |  |  |                                       |  |
|                                                                  |                                       | Giovanni Battista Rospigliosi, I principe Rospigliosi            | Lucrezia Cellesi                           |  |  |       |  |  |                                  |  |  |                                       |  |
| Eleonora Rospigliosi                                             |                                       | Giovanni Battista Rospigliosi, I principe Rospigliosi            |                                            |  |  |       |  |  |                                  |  |  |                                       |  |
|                                                                  |                                       | Maria Camilla Pallavicini                                        | Stefano Pallavicini                        |  |  |       |  |  |                                  |  |  |                                       |  |
|                                                                  |                                       | Maria Camilla Pallavicini                                        | Stefano Pallavicini                        |  |  |       |  |  |                                  |  |  |                                       |  |
|                                                                  |                                       | Maria Camilla Pallavicini                                        | Livia de' Franchi Toso                     |  |  |       |  |  |                                  |  |  |                                       |  |
|                                                                  |                                       | Maria Camilla Pallavicini                                        |                                            |  |  |       |  |  |                                  |  |  |                                       |  |